# Yasutaka Tashiro
Yasutaka Tashiro (jap. 田代恭崇, Tashiro Yasutaka; * 7. Juni 1974) ist ein ehemaliger japanischer Radrennfahrer.
Yasutaka Tashiro kam 2003 zu dem japanischen Radsportteam Bridgestone-Anchor, nachdem er 2001 japanischer Straßenmeister wurde und 2002 eine Etappe bei der Hokkaido-Rundfahrt gewann. In seinem ersten Jahr bei Bridgestone-Anchor konnte er den Prix d'Amorique in Frankreich für sich entscheiden. 2004 wurde Tashiro nochmals japanischer Meister im Straßenrennen und vertrat sein Land im Straßenrennen der Olympischen Sommerspiele 2004 in Athen, bei dem er 57. wurde. In der Saison 2005 gewann er das Eintagesrennen Tour de Okinawa. Beim Japan Cup 2006 belegte er den 14. Platz; im selben Jahr gewann er zwei Etappen der Tour de Taiwan.

## Palmarès
2001
- Japanischer Meister – Straßenrennen

2002
- eine Etappe Tour de Hokkaidō

2003
- Prix d'Amorique

2004
- Japanischer Meister – Straßenrennen

2005
- Tour de Okinawa

2006
- zwei Etappen Tour de Taiwan

## Teams
- 2003–2005 Bridgestone-Anchor